# Victor Van Coillie
Victor Van Coillie (Beveren-Roeselare, 13 oktober 1838 - Ingelmunster, 20 juli 1888) was een Belgisch rooms-katholiek priester en een leerling en vriend van Guido Gezelle.

## Levensloop
Van Coillie was een zoon van Jan Van Coillie en Juliana Declercq. Hij liep school aan het Klein Seminarie van Roeselare en werd er leerling in de poësisklas bij Guido Gezelle, waar hij ging behoren tot de groep die inspanningen deed om de priester-dichter na te volgen.
Gezelle droeg aan hem in 1859 zijn gedicht op Van de wilgen. Het was een protest tegen het vellen van twee wilgen die achter in de tuin stonden van het kleinseminarie. 
Victor Van Coillie betuigde later zijn vriendschap door mee te werken aan Rond den Heerd en er gedichten en een paar vervolgverhalen in te publiceren.
Hij trad in het Brugs seminarie in en werd in 1865 tot priester gewijd. In dat jaar werd hij leraar aan het Sint-Amandscollege in Kortrijk en in 1867 aan het Sint-Lodewijkscollege in Brugge. Hij werd in Brugge bestuurslid van de door Adolf Duclos gestichte Gilde van Sinte Luitgaarde. In 1875 werd hij onderpastoor in Roeselare en vanaf 1877 in Ingelmunster, waar hij vroegtijdig overleed.
Toen hij, als de zoveelste van zijn vroegere leerlingen en vrienden overleed, wijdde Gezelle aan hem een rouwgedicht. Hij schreef hierin:
Hij, dichterlijk begaafd,
en heeft, in al zijn wegen,
maar op het waarlijk schoon
een wondrend oog geslegen,
en 't in zijn eigen taal,
beschreven onbeschaamd.

## Publicaties
- Drie verhalen, Brugge, Beyaert-Storie, 1877. 
  - Geraard de broedermoordenaar of oorsprong van Geraardsbergen.
  - De ring van aartsbisschop van Boonen .
  - Het verzonken kasteel, een verhaal, dat bij herhaling werd heruitgegeven.
- De kruisvaert der kinderen (1213), Roeselare, Jules De Meester, 1884.